# Dorsifulcrum meloui
Dorsifulcrum meloui är en fjärilsart som beskrevs av Claude Herbulot 1979. Dorsifulcrum meloui ingår i släktet Dorsifulcrum och familjen mätare. Inga underarter finns listade i Catalogue of Life.